# Tjørnuvík
Tjørnuvík (en danés: Tjørnevig) es un pueblo localizado al norte de la isla de Streymoy en la municipalidad de Sundini, en las islas Feroe, Dinamarca. La población en 2006 era de 71 habitantes. Su iglesia fue construida en 1937 siendo el edificio más antiguo del pueblo.